# David Childs
David Magie Childs (Princeton (New Jersey), 1 april 1941 – Pelham (New York), 26 maart 2025) was een Amerikaanse architect die voorzitter was van de architectenfirma Skidmore, Owings and Merrill. Hij ontwierp daar onder andere het One World Trade Center en het Time Warner Center, beide in New York. Childs was lid van het American Institute of Architects.

## Biografie
Childs groeide op in zijn geboorteplaats Princeton, in Washington D.C. en in Bedford in de staat New York. Na de Deerfield Academy in Massachusetts begon hij de studie zoölogie aan de Yale-universiteit, maar hij stapte over naar de studie kunst en architectuur, waarin hij afstudeerde. Bij zijn eerste baan van 1968 tot 1971 bij de Pennsylvania Avenue Commission hielp hij mee met het herontwerpen van Pennsylvania Avenue. In 1971 ging Childs werken bij de vestiging van architectenbureau Skidmore, Owings and Merrill in Washington D.C.. In 1975 werd hij aangewezen als voorzitter van de Capital Planning Commission, waar hij tot 1981 werkte. Vier jaar daarna vertrok hij naar de New Yorkse vestiging van Skidmore, Owings and Merrill. Hij ontwierp daar een aantal wolkenkrabbers in New York en andere gebouwen buiten die stad.
Childs is ook voorzitter geweest van de Commission of Fine Arts uit Washington D.C., de American Academy in Rome en de Municipal Art Society.

## Privéleven
Childs woonde met zijn vrouw in New York en heeft drie kinderen. Hij overleed op 26 maart 2025 op 83-jarige leeftijd.

## Ontwerpen (selectie)

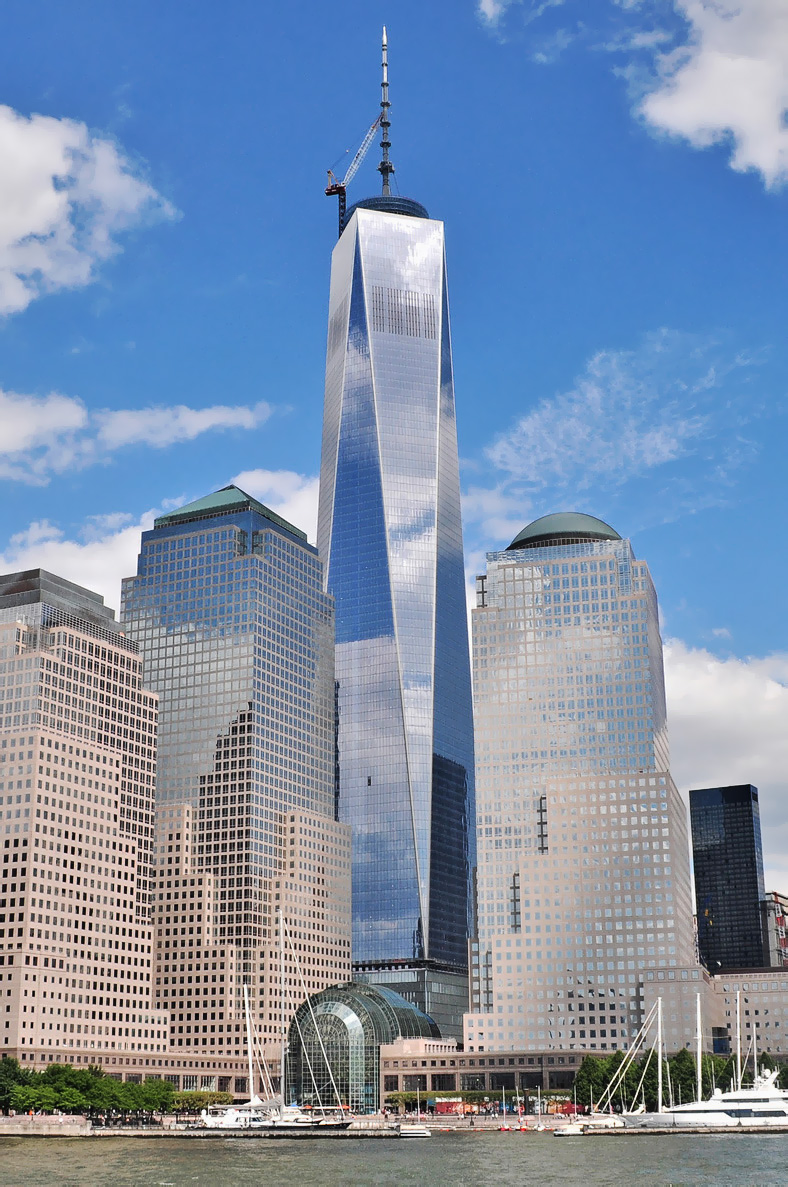
One World Trade Center

### Washington D.C.
- Hoofdkantoor van de National Geographic Society
- Hoofdkantoor van de U.S. New and World Report
- National Mall en de Constitution Gardens

### New York
- 35 Hudson Yards (toekomstig)[3]
- 383 Madison Avenue
- 7 World Trade Center
- Aankomsthal van John F. Kennedy International Airport
- Bertelsmann Building
- New York Mercantile Exchange
- One World Trade Center
- One Worldwide Plaza
- Renovatie van het Lever House
- Time Warner Center

### Overig
- Amerikaanse ambassade in Ottawa (Canada)
- Tokyo Midtown Project (Japan)
- U.S. Courthouse Charleston (West Virginia, Verenigde Staten)

- Gemeinsame Normdatei: 124558658
- International Standard Name Identifier: 0000 0003 8454 0882
- Library of Congress Control Number: nr96002864
- Nationale Bibliotheek van Israël: 987007339146105171
- Union List of Artist Names: 500471265
- Virtual International Authority File: 276693290